# Relations entre la Chine et Israël
Les relations entre la Chine et Israël font référence aux relations diplomatiques entre la république populaire de Chine et l'État d'Israël. Les deux pays sont membres des Nations unies. Leurs relations diplomatiques ont commencé très tôt, l’État hébreu ayant été le premier pays du Proche-Orient à reconnaître en 1949 le régime communiste de Mao Zedong. Pour autant, ce n'est qu'en 1992 que les deux États établissent des relations diplomatiques officielles, la Chine ayant privilégié pendant la guerre froide un rapprochement avec les pays arabes dans lesquels le socialisme était en pleine expansion.
Dans les 20 années qui ont suivi l'établissement de leurs liens diplomatiques, leurs échanges bilatéraux ont été multipliés par 200, dépassant les 10 milliards de dollars en 2012, et atteignant  11,6 milliards de dollars en 2018. La Chine est actuellement le troisième partenaire commercial d’Israël.

## Chronologie des relations

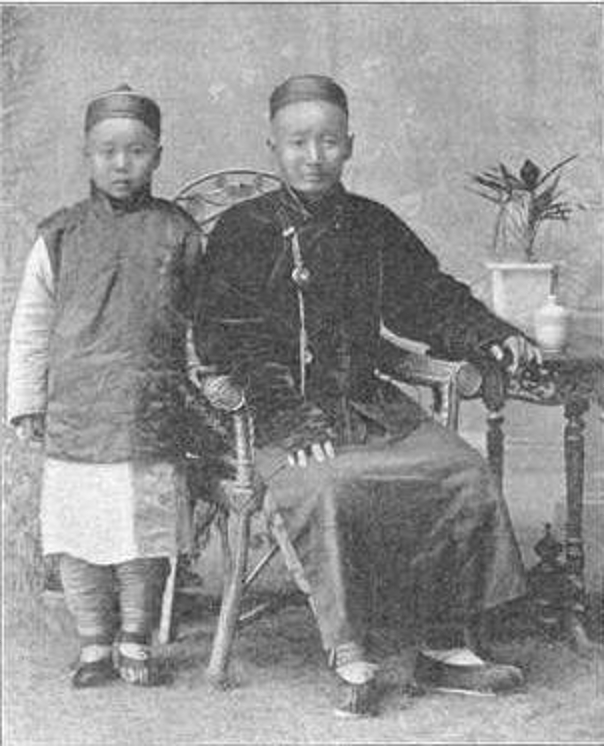
Juifs chinois à la fin du 19

Les liens de la Chine avec les Juifs sont très anciens. La ville centrale de Kaifeng en Chine abrite une communauté juive, descendants de marchands venus de Perse et d'Inde aux alentours du Xe siècle.
Dans les années 1930 et 1940, 20 000 juifs fuyant la menace nazie en Europe sont accueillis par la Chine, dont la population juive en Chine atteint près de 40.000 personnes à la fin de la Seconde Guerre mondiale.
Dans les années précédents la création de l'État d'Israël. les militants sionistes David Ben Gourion et Moshe Sharett étaient convaincus que la Chine s'éveillerait et surpasserait l'Occident, et que le futur État hébreu devait nouer des relations fortes avec les Chinois. Israël a ainsi été le premier pays du Proche-Orient à reconnaître, en 1949, le régime communiste de Mao Zedong. 
Néanmoins, pendant la guerre froide, la Chine, à l'instar de l'Union soviétique, privilégie un rapprochement avec les pays arabes, et refuse d’établir des relations diplomatiques avec Israël. Le socialisme est alors un modèle politique en pleine expansion dans le monde arabe, et un vecteur d'affinité entre ces pays et la Chine communiste. Mais les motivations de la Chine dans ce parti pris sont surtout économiques. Mao Zedong, bien que favorable au sionisme, considère avoir plus à gagner dans des relations amicales avec les états arabes producteurs de pétrole et grands foyers de peuplement, qu'avec une enclave juive assiégée et faible sur le plan économique.
À partir des années 1970, le réchauffement des relations entre Israël et certains États arabes à la suite des accords de Camp David, ainsi que la rupture sino-soviétique (provoquant un rapprochement sino-américain), poussent la Chine à reconsidérer sa position à l'égard d'Israël. Une collaboration se met secrètement en place d'abord dans les domaines militaires, puis agricoles et dans les hautes technologies. 
Ce n'est qu'en 1992 que la Chine reconnait officiellement l'État hébreu, mais cette reconnaissance amorce une croissance très rapide de leurs relations bilatérales.
En 2009, Benjamin Netanyahu revient de retourner au pouvoir en Israël, après dix ans d’absence, et décide d'accélérer ce rapprochement sino-israélien, convaincu qu’il faut diversifier les sources d’investissement dans un contexte de crise économique et financière mondiale. Alors que les relations entre la Chine et le grand allié américain d'Israël sont encore relativement calmes (ce qui change en 2016 avec l'élection de Donald Trump), le Premier ministre israélien profite de ce contexte géopolitique favorable, alors que Pékin est intéressé par l’industrie de haute technologie de la « start-up nation ».

## Coopération économique
Les échanges bilatéraux sont passés de 51 millions de dollars en 1992 à 14 milliards en 2018.
En décembre 2019 la Chine et Israël sont convenus que leur coopération mutuellement bénéfique devait se poursuivre, au cours d’une rencontre à l’issue de laquelle, depuis Tel-Aviv, l’envoyé spécial de la Chine pour les affaires du Proche-Orient Zhai Jun a déclare :  

« Cette coopération bilatérale est une aspiration fondamentale des deux parties, se concentrant sur les intérêts et le bien-être des deux peuples et reposant sur le respect réciproque et les avantages mutuels. »

### Investissements chinois en Israël
Plus d’un tiers des investissements de haute technologie en Israël sont d’origine chinoise. Les entreprises chinoises Lenovo, Fosun international, Xiaomi, Baidu, Huawei, Haier et Alibaba ont installé un centre de recherche et développement en Israël. 
En 2016, la Chine et Israël lancent des discussions sur un traité de libre-échange.
Jack Ma, fondateur d'Alibaba, se rend en Israël en 2018 et fait l'éloge de l'innovation omniprésente dans l’État hébreu, donnant un nouveau signal au monde d'affaires chinois qui continue d'investir dans la haute technologie israélienne. 
On observe parmi les principales prises de participations d'entreprises chinoises dans des projets israélien :
- Le premier chinois à investir massivement en Israël est le milliardaire hongkongais Li Ka-shing, en 1999, dans les télécoms. En 2011, il achète 11 % de la start-up Waze, revendue à Google en 2013 pour 1,3 milliard de dollars[2].
- En 2011, les entreprises ChemChina et Koor Industries rachètent l'entreprise Adama Agricultural Solutions, spécialiste d'engrais, pour 2,4 milliards de dollars[2] ;
- En 2011, ChemChina rachète les parts de la société britannique Apax Partners dans la société agroalimentaire israélienne Tnuva, pour 3,8 milliards de dollars[2] ;
- En 2019, l'opérateur chinois des télécoms Huawei s'est lancé dans l'énergie solaire en Israël[2] ;
- En 2019, Shenzhen Hifuture Information Technology injecte 50 millions de dollars dans Xjet, société d'impression en 3D de métal et céramique[2]. ;

La Chine investit également dans les infrastructures israéliennes, notamment :
- Une ligne du tramway de Tel Aviv[2] ;
- Le nouveau port d'Ashdod[2] ;
- Une ligne ferroviaire reliant le port d'Ashdod au port d'Eilat[2] en passant par le désert israélien du Néguev, contournant ainsi le canal de Suez[1]
- Le nouveau port de Haïfa, dont l'appel d'offres a été remporté par la société publique Shanghai International Port Group[2]. Depuis début du mois de septembre 2021, les 18 000 conteneurs du premier hub commercial israélien (le nouveau port de Haïfa) sont officiellement opérés par la SIPG, pour les 25 années à venir, qui promet d’en faire une plaque tournante du commerce régional reliant la péninsule Arabique à la Méditerranée[4] ;

En 2019, plus de 10.000 ouvriers chinois travaillent en Israël, l'État hébreu considérant la Chine comme un réservoir privilégié de main-d'œuvre, alternative aux Palestiniens. En 2017, 6000 ouvriers chinois ont été embauchés dans le bâtiment en Israël dans le cadre d'un accord entre les deux États signé à Jérusalem par le ministre de la Construction et du Logement Yoav Galant et le vice-ministre chinois du Commerce Fu Ziying.

### Investissements israéliens en Chine
En 2020, près d'un millier d’entreprises israéliennes sont installées en Chine, qui abrite également une vaste industrie de l'alimentation casher estimée à 10 milliards de dollars, dont l'essentiel de la production est destiné à Israël.

## Affinités entre les pays

### Liens intergouvernementaux
En 2000, le président chinois Jiang Zemin se rend en Israël.
En juin 2011, le Ministre israélien de la Défense Ehud Barak se rend en Chine, suivie deux mois plus tard par la visite en Israël du chef d’État-major de l’armée chinoise, le Général Chen Bingde.
En 2018, le vice président-chinois Wang Qishan se rend en Israël, marquant la première d'un haut responsable chinois depuis 18 ans dans ce pays.
En mai 2020, l'ambassadeur chinois en Israël, Du Wei, en fonction depuis février, est retrouvé mort dans sa résidence à Tel-Aviv dans des circonstances inexpliquées.

### Affinités entre les sociétés civiles
Selon l'analyste en relations internationales Zsolt Csepregi, une certaine admiration réciproque marque les relations entre les deux peuples, qui apprécient chacun ce qu’ils perçoivent comme une grande culture vieille de plusieurs milliers d’années. De son côté Israël, dont une part du monde significative bien qu'en diminution refuse de reconnaître l'existence, estime important d’être apprécié et accepté par une grande puissance comme la Chine.

### Échanges universitaires
Depuis le début des années 2010, des étudiants chinois investissent les campus des universités israéliennes à Tel-Aviv, Haïfa, et  l’Université hébraïque de Jérusalem. Le ministère israélien de l’Éducation a introduit des cours de chinois dans les écoles israéliennes, tandis qu'en Chine les études juives et israéliennes sont en plein essor. 

## Enjeux géopolitiques

### Attitude de la Chine au Moyen-Orient
Les principes de la Chine en matière de politique étrangère depuis la fin de la guerre froide, axés sur la « realpolitik », impliquent de ne pas prendre parti, mais de discuter avec tous. Cela permet à Pékin de jouir d'une bonne image au Proche-Orient. 

La Chine entretient des relations privilégiées avec l'Iran où Pékin est comme dans l'État hébreu un des principaux investisseurs étrangers et achète 80 % du pétrole iranien,. La Chine est l'un des rares États au monde à refuser d'appliquer l'embargo américain sur le pétrole iranien, et à maintenir ses relations diplomatiques avec la Syrie de Bachar el-Assad pendant la guerre civile syrienne, sachant que les gouvernements de ces deux pays sont ennemis d'Israël.

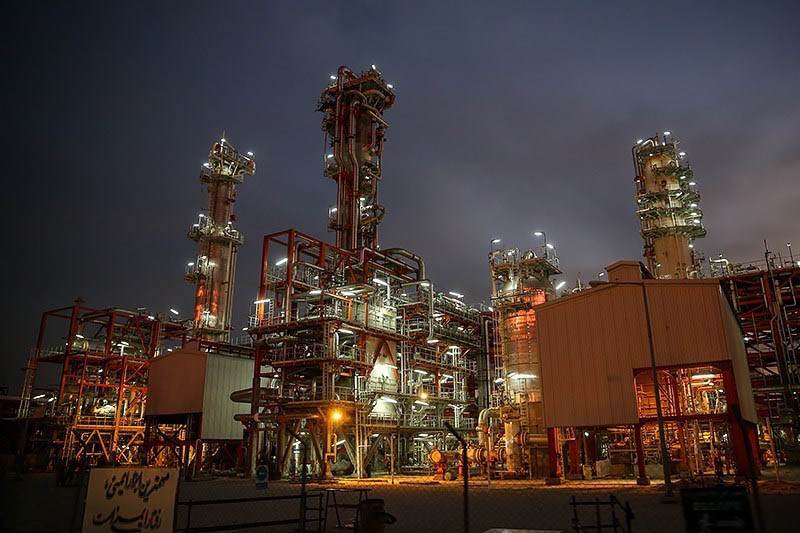
Installations sur le gisement gazier de South Pars en Iran

En groupe mai 2018, le pétrolier chinois CNPC rachète les parts de Total dans le gisement gazier de South Pars en Iran, après que la supermajor française ait été contrainte de quitter l'Iran après le rétablissement des sanctions américaines par Donald Trump. Pékin se rend compte que ses investissements régionaux gagnent à passer par d’autres pays moins sensibles aux pressions américaines, comme l’Iran. 
La Chine entretient également des relations fortes avec l'ensemble des pays de la péninsule arabique (dont Oman qui est intégré dans le projet des nouvelles routes de la soie), la Turquie et l'Égypte. 
Selon l'analyste en relations internationales Zsolt Csepregi, Israël a l'avantage d'être au Moyen-Orient le seul endroit, en dehors du Sinaï, qui permette de créer une connexion économique entre l’océan Indien et la mer Méditerranée. Cela étant; la Chine, en investissant dans l'État hébreu, souhaite trouver une alternative au canal de Suez ainsi qu’à l’axe Liban-Syrie-Irak, jugés risqués car trop instables. 

### Conséquences sur les relations entre Israël et les États-Unis
Les États-Unis, alliés de longue date de l'État hébreu, manifestent régulièrement leur opposition au rapprochement entre Israël et la Chine, craignant notamment la divulgation de technologies militaires développées conjointement par les Américains et les Israéliens.

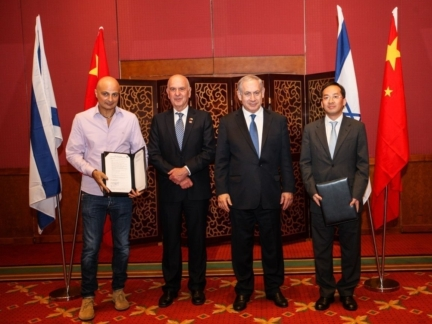
Matan Vilnai et le Premier ministre israélien Benyamin Netanyahou, avec la Délégation du projet "Eco Wave Power" en Chine

En 2000, l'administration du président américain Bill Clinton empêche la vente pour un montant d'un milliard de dollars du radar Falcon à Pékin par Israël. Cinq ans plus tard, l'administration de George W.. Bush fait pression sur Israël pour annuler la vente de drones et de missiles surface-air à la Chine. Israël a depuis lors interdit à ses entreprises de vendre des équipements militaires de haute technologie à la Chine, afin de préserver ses relations avec Washington.
En 2017, à la suite de l'accession de Donald Trump à la présidence des États-Unis, l'administration américaine accroît la pression sur Israël pour stopper son rapprochement avec la Chine, alors que le nouveau président américain mène une politique particulièrement favorable à l'État hébreu (marquée notamment par la reconnaissance américaine de Jérusalem comme capitale d'Israël). En conséquence, les investissements et les échanges commerciaux entre Israël et la Chine baissent légèrement entre 2018 et 2020, passant de 11,6 à 9,71 milliards de dollars.
En décembre 2018, le porte-parole de l'ambassade chinoise à Tel-Aviv, Wang Yongjun, publie une tribune dans le Jerusalem Post contestant les accusations américaines de hacking et d'espionnage dirigée contre la Chine qu'il qualifie de « propagande irresponsable », et vante le partenariat « gagnant-gagnant » entre Israël et la Chine.
Matan Vilnai, ambassadeur d'Israël en Chine de 2012 à 2017, déclarait en décembre 2019 :

« Nous devons agir prudemment, entre le marché chinois et notre allié stratégique [américain]. Nous devons être certains de ne pas aller contre les intérêts des Américains. La Chine n'a jamais voté pour nous aux Nations unies, alors que les États-Unis nous y ont toujours soutenus. »

Face aux pressions américaines, le gouvernement israélien crée, en janvier 2020, un comité de contrôle des investissements étrangers, chapeauté par le ministère des Finances, et des experts issus des ministères de la Défense, des Affaires étrangères, de l'Économie. L'année suivante, les accords d'Abraham conclus entre Israël et plusieurs pays arabes (Émirats arabes unis, Bahreïn, Maroc et Soudan) grâce à une médiation américaine permettent à l’État hébreu d'attirer de nouveaux investisseurs internationaux, et de diminuer sa dépendance à la Chine.
En 2022, Washington intervient pour que les compagnies chinoises ne puissent pas remporter l’appel d’offres sur l’extension du métro de Tel Aviv. Le marché sera finalement attribué à la multinationale française Alstom et ses partenaires israéliens.

### Opposition en Israël à ce rapprochement
L'ancien chef du Mossad, Ephraim Halevy, a multiplié les mises en garde contre le danger pour la sécurité d'Israël des investissements chinois dans les secteurs stratégiques. La présence chinoise est également perçue comme un « cheval de Troie » en Israël, ouvrant la porte à des menaces extérieures. Alors que Benyamin Netanyahu pousse pour ces nouveaux investissements, une partie de l’establishment sécuritaire craint que les technologies israéliennes vendues à la Chine ne finissent dans les mains du Hezbollah ou de l'Iran avec qui la Chine aussi de bonnes relations.
À partir de 2021, Naftali Bennet, qui succède à Benyamin Netanyahu au poste de Premier ministre, se montre plus distant avec la Chine que son prédécesseur. Le nouveau gouvernement israélien annonce avoir repoussé une offre portant sur la construction de nouvelles lignes de tramway à Tel-Aviv (Tel-Aviv Light Rail), initialement confiée à une compagnie chinoise.